# Ristjärnen, Medelpad
Ristjärnen är en sjö i Ånge kommun i Medelpad och ingår i Ljungans huvudavrinningsområde. Sjöns area är 0,026 kvadratkilometer och den befinner sig 285 meter över havet.